# مقبرة باب المعظم
مقبرة باب المعظم مقبرة قديمة مغلقة في منطقة باب المعظم وسط بغداد، عنوان المقبرة اليوم في جنوب منطقة العلوازية في المحلة 116 في حي الأطباء شمال قضاء الرصافة، ذُكرَ أن أرض المقبرة كانت هي المقبرة المسمّاة المقبرة السهلية في العصر العباسي، قال محمود شكري الآلوسي في كتابه (أخبار بغداد وما جاورها من البلاد) «المقبرة السهلية المعروفة حاليًا بمقبرة باب المعظم إزاء مبنى وزارة الصحة»، وقال عماد عبد السلام رؤوف في كتابه (مدارس بغداد في العصر العباسي) «المقبرة السهلية المعروفة حاليًا بمقبرة باب المعظم إزاء السجن المركزي». وخلف مقبرة باب المعظم كانت مقبرة أخرى يقال لها مقبرة الشهداء، قال عباس بغدادي في كتابه (بغداد في العشرينات) «وكانت في باب المعظم بجوار السجن المركزي مقبرة تسـمى مقبرة الشهداء، وكان يدفن فيها الضباط والجنود من الشهداء أو من الساكنين في باب المعظم ومحلة السور، وعلى الأخص ذوي الأصل التركي منهم والغرباء من الناس»،

## مدفونوها
- بكر صدقي: 1937.[6]
- محمد علي جواد 1937.
- نوري السعيد: 1958.[7][8]
- سعيد قزاز 1959.[9]
- إبراهيم أدهم الزهاوي: 1962.[10]